# Twenty Five
Twenty Five è una raccolta del cantante George Michael, pubblicata nel 2006 per celebrare i suoi 25 anni di carriera (da cui il titolo).
È composta da 2 CD, per un totale di 29 tracce, di cui tre inediti, ovvero: An Easier Affair, This Is Not Real Love (in duetto con Mutya Buena) e una nuova versione di Heal the Pain. Ne è stata pubblicata anche un'edizione limitata da 3 CD, ed una in formato DVD.

## Tracce

### CD 1:For Living
1. Everything She Wants (con gli Wham!) - 6' 33"
2. Wake Me Up Before You Go Go (con gli Wham!) - 3' 52"
3. Freedom (con gli Wham!) - 5' 20"
4. Faith - 3' 15"
5. Too Funky - 3' 46"
6. Fastlove - 5' 28"
7. Freedom! '90 - 6' 30"
8. Spinning the Wheel - 6' 09"
9. Outside - 4' 44"
10. As (con Mary J. Blige) - 4' 43"
11. Freeek! - 4' 32"
12. Shoot the Dog - 5' 08"
13. Amazing - 4' 25"
14. Flawless (Go to the City) - 4' 50"
15. An Easier Affair - 4' 38"

### CD 2:For Loving
1. Careless Whisper - 5' 04"
2. Last Christmas (con gli Wham!) - 4' 27"
3. A Different Corner - 4' 03"
4. Father Figure - 5' 40"
5. One More Try - 5' 53"
6. Praying for Time - 4' 41"
7. Heal the Pain (con Paul McCartney) - 4' 43"
8. Don't Let the Sun Go Down on Me (con Elton John) - 5' 48"
9. Jesus to a Child - 6' 50"
10. Older - 5' 34"
11. Round Here - 5'55"
12. You Have Been Loved - 5' 28"
13. John and Elvis Are Dead - 4' 23"
14. This Is Not Real Love (con Mutya Buena) - 4' 56"

### CD 3:For The Loyal(solo edizione limitata)
1. Understand
2. Precious box
3. Roxanne
4. Fantasy
5. Cars and Trains
6. Patience
7. You Know that I Want To
8. My Mother Had a Brother
9. If You Were There (con gli Wham!)
10. Safe
11. American Angel
12. My Baby Just Cares For Me
13. Brother Can You Spare Me A Dime? (Live al Pavarotti & Friends)
14. Please Send Me Someone (Anselmo's Song)
15. Through

### Versione in download digitale

#### Bonus track
1. I'm Your Man (con gli Wham!)
2. Edith And Kingpin

#### Videoclip
1. I'm Your Man (con gli Wham!)
2. John And Elvis Are Dead
3. An Easier Affair
4. Father Figure

## Twenty Five (doppio DVD)
In contemporanea col Greatest Hits Twenty Five è uscito un omonimo doppio DVD contenente tutti i video musicali del cantante tra cui 7 con gli Wham!.

### Tracce
DVD uno
1. Club Tropicana (Wham!)
2. Wake Me Up Before You Go-Go (Wham!)
3. Freedom (Wham!)
4. Last Christmas (Wham!)
5. Everything She Wants (Wham!)
6. I'm Your Man (Wham!)
7. The Edge of Heaven (Wham!)
8. Careless Whisper
9. A Different Corner
10. I Knew You Were Waiting (For Me)
11. I Want Your Sex
12. Faith
13. Father Figure
14. One More Try
15. Monkey
16. Kissing a Fool
17. Freedom! '90
18. Don't Let the Sun Go Down on Me (Live con Elton John)
19. Too Funky

DVD due
1. Fastlove
2. Jesus to a Child
3. Spinning the Wheel
4. Older
5. Outside
6. As (con Mary J. Blige)
7. Freeek!
8. Amazing
9. John and Elvis Are Dead
10. Flawless (Go to the City)
11. Shoot the Dog
12. Roxanne
13. An Easier Affair
14. If I Told You That (con Whitney Houston)
15. Waltz Away Dreaming (Toby Bourke)
16. Somebody to Love (live con i Queen)
17. I Can't Make You Love Me (live)
18. Star People (live)
19. You Have Been Loved (live)
20. Papa Was a Rollin' Stone
21. Round Here

## Classifiche
| Classifica (2006) | Posizione massima |
| ----------------- | ----------------- |
| Australia         | 9                 |
| Austria           | 19                |
| Belgio (Fiandre)  | 2                 |
| Belgio (Vallonia) | 2                 |
| Canada            | 10                |
| Danimarca         | 2                 |
| Europa            | 1                 |
| Finlandia         | 39                |
| Francia           | 4                 |
| Germania          | 13                |
| Grecia            | 1                 |
| Irlanda           | 3                 |
| Italia            | 2                 |
| Norvegia          | 10                |
| Nuova Zelanda     | 18                |
| Paesi Bassi       | 2                 |
| Polonia           | 8                 |
| Portogallo        | 9                 |
| Regno Unito       | 1                 |
| Spagna            | 10                |
| Stati Uniti       | 12                |
| Svezia            | 3                 |
| Svizzera          | 2                 |
| Ungheria          | 3                 |